# Anassandro
Anassandro (in greco antico: Άνάξανδρος?, Anàxandros; Sparta, ... – 615 a.C. circa) è stato un re di Sparta della dinastia degli Agiadi.

## Biografia
Secondo Pausania  era figlio del predecessore Euricrate e padre di un altro Euricrate, che sarebbe stato il suo successore. La forma Euricratide del nome del figlio, qui accolta, è riportata da Erodoto.
Durante il suo regno ebbe luogo una rivolta dei Messeni e la seconda guerra messenica, da cui trasse origine. La guerra, descritta estesamente da Pausania si concluse con la vittoria degli Spartani, che espulsero parte dei Messeni dal Peloponneso, riducendo i rimanenti alla condizione di iloti.